# San Bartolomé de las Abiertas (kommunhuvudort)
San Bartolomé de las Abiertas är en kommunhuvudort i Spanien.   Den ligger i provinsen Toledo och regionen Kastilien-La Mancha, i den centrala delen av landet, 110 km sydväst om huvudstaden Madrid. San Bartolomé de las Abiertas ligger 557 meter över havet och antalet invånare är 458.
Terrängen runt San Bartolomé de las Abiertas är platt. Runt San Bartolomé de las Abiertas är det ganska glesbefolkat, med 25 invånare per kvadratkilometer. Närmaste större samhälle är Talavera de la Reina, 17,6 km nordväst om San Bartolomé de las Abiertas. Trakten runt San Bartolomé de las Abiertas består till största delen av jordbruksmark.